# Sierra de Santo Domingo y Lucientes
La Sierra de Santo Domingo y Lucientes es una alineación de montes y de peñascos cortados, situada en el Prepirineo aragonés. Se extiende desde el valle de las Cinco Villas, en la provincia de Zaragoza hasta la provincia de Huesca. Está orientada de oeste a este por lo que recibe corrientes húmedas atlánticas. Su pico más alto y representativo es el Santo Domingo de 1520 m s. n. m. y situado en el término municipal de Longás.
El 3 de julio de 2009, los ayuntamientos de Longás, Biel y Luesia solicitaron a la Dirección General de Desarrollo Sostenible del Gobierno de Aragón su declaración de Paisaje Protegido. La Comarca de las Cinco Villas apoya dicha solicitud, y desde su área de Medio Ambiente se coordinaron los trabajos para su elaboración. De aceptarse esta declaración el espacio protegido sería de 13.560,62 hectáreas y la primera de la comarca en obtener esta calificación.